# Lorenz Jaeger
Pour les articles homonymes, voir Jaeger.
Lorenz Jaeger (né le 23 septembre 1892 à Halle-sur-Saale, en province de Saxe, Empire allemand, et mort le 1er avril 1975 à Paderborn) est un cardinal allemand de l'Église catholique du XXe siècle, créé par le pape Paul VI. 

## Biographie
Après avoir suivi des études à la faculté de théologie de Paderborn (de) et l'université Louis-et-Maximilien de Munich, Lorenz Jaeger est ordonné prêtre en 1922 à la cathédrale de Paderborn, le même jour que Kilian Kirchhoff, futur martyr de l'époque du Troisième Reich. Il fait du travail pastoral dans l'archidiocèse de Paderborn, puis travaille comme enseignant entre 1926 et 1939 en Westphalie. Il est professeur et chapelain militaire pendant la Deuxième Guerre mondiale. 
Lorenz Jaeger est nommé archevêque de Paderborn en 1941 par le pape Pie XII. Il assiste au IIe concile œcuménique du Vatican de 1962 à 1965, Heribert Mühlen (de) étant son peritus. Le pape Paul VI le crée cardinal au consistoire du 22 février 1965. 
Après avoir atteint l'âge de 80 ans au 23 septembre 1972, le cardinal Jaeger perd le droit de participer aux conclaves. Il démissionne de son archidiocèse le 30 juin 1973. 
Décédé à l'âge de 82 ans, Mgr Jaeger est enterré dans la cathédrale Saint-Liboire de Paderborn.

## Succession apostolique
Lorenz Jaeger a ordonné les évêques suivants :
- Évêque Wilhelm Weskamm (de) (1949)
- Évêque Friedrich Maria Rintelen (de) (1952)
- Cardinal Franz Hengsbach (1953)
- Évêque Heinrich Maria Janssen (de) (1957)
- Évêque Wilhelm Tuschen (de) (1958)
- Évêque Adolphus Fürstenberg (de), M.Afr. (1959)
- Évêque Paul Nordhues (de) (1961)
- Évêque Franz Xavier Nierhoff (de), M.S.F.(1964)
- Cardinal Johannes Joachim Degenhardt (1968)
- Évêque Paschasius Hermann Rettler (de), O.F.M. (1968)